# Rhynchostegiella novae-zealandiae
Rhynchostegiella novae-zealandiae är en bladmossart som beskrevs av Hugh Neville Dixon 1929. Rhynchostegiella novae-zealandiae ingår i släktet nålmossor, och familjen Brachytheciaceae. Inga underarter finns listade i Catalogue of Life.